# Caixa de música

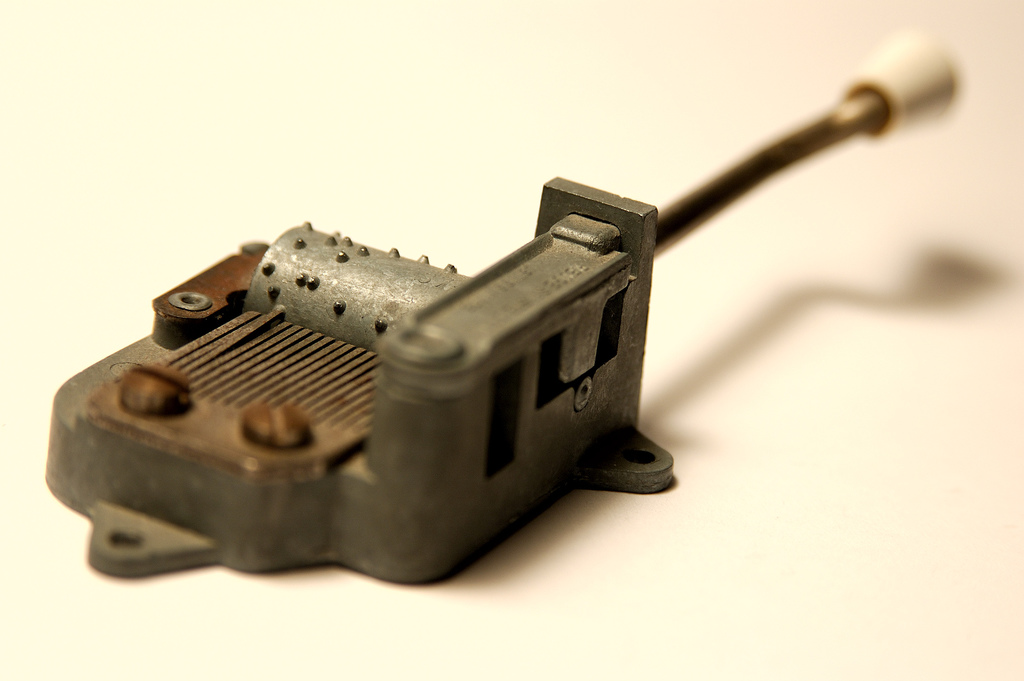
Caixa de música

Uma caixa de música é um instrumento musical mecânico criado no século XIX.
A história da caixa de música iniciou-se na Suíça. A primeira caixa de música ficou conhecida pelo nome de carrilon à musique. O mecanismo interior incluía um cilindro giratório com puas (as protuberâncias) colocadas de determinada maneira a por em movimento as afiadas palhetas metálicas de um bastidor em forma de pente. Existem os modelos a cilindro (descrito anteriormente) e o modelo a disco, conhecido como Polyphon.

## Como funciona
No modelo a cilindro, é a posição de cada pua em relação ao cilindro que determina qual a palheta a ser tocada e quando. As notas repetidas rapidamente são obtidas através da afinação de mais que uma palheta na mesma nota, já que uma única palheta não teria tempo suficiente para retornar à posição de repouso e voltar a ser imediatamente percutida.